# Oecomys rutilus
Oecomys rutilus is een zoogdier uit de familie van de Cricetidae. De wetenschappelijke naam van de soort werd voor het eerst geldig gepubliceerd door Anthony in 1921.